# Ђовани Долфин
Ђовани Долфин, Ђовани Делфин или Ђовани Делфино († 12. јул 1361), био је 57. млетачки дужд (1356—1361). Био је син моћног племића Истре, Енрикоа Долфина, који је био члан Великог већа. Енрико је у Венецији био веома популаран, нарочито после откривања завере Марина Бокониа.

### Каријера
Године 1312, Ђовани је играо значајну улогу у бирању дужда Ђованија Соранцоа, а 1329. године, у бирању Франческа Дандолоа за дужда. Од тада више нема вести о Ђованију, све до 1345, када је постао заповедник Истре, свог завичаја. 1348. спровео је поморску експедицију против Копара.
25. априла 1350. постао је прокуратор Светог Марка. Ђовани је у јулу добио задатак да прати кретање Албрехта II Аустријског и тиме је постао намесник у Тревизоу. Пошто је дужд Андреа Дандоло слутио рат са Ђеновом, Ђовани у лето 1351. године је премештен на острво Бозцаду, код Цариграда, где се придружио млетачкој флоти Николоа Писанија, која је ишла у помоћ византијском цару Јовану VI Кантакузину. После пораза у Цариградској бици 13. фебруара 1352. године и погибије капетана Панкратиона Ђустинианија, Ђовани бежи у Падову, Верону у Мантову па у долину раке По, где је уништавао мостове да ове градове одбрани од непријатеља.
Тек 1355. године се вратио у Венецију. Тада је именован за гувернера војске. Пошто није желео рат са Угарском, почео је преговоре за мир, али није успео.

#### Угарска офанзива
У марту 1356. Угари су освојили Клис и Сплит. Онда се угарска војска скупила у Загребу и кренула ка Венецији. Придружоли су им се горички гроф Албрехт III, аквилејски патријарх Никола Луксембуршки и аустријски војвода Албрехт II Аустријски. Тако се то претворило у крсташки рат. Крсташи су опсели Тревизо. Уплашени далматински млетачки поглавари почели су да признају угарску врховну власт. Усред тога Ђовани се тешко разболео, а после смрти дужда Ђованија Граденигоа 13. августа 1356. године за дужда је изабран Ђовани Долфин, због својих дипломатских способности и зато што је био одличан војсковођа.

### Владавина
Ђовани је покушао да миром спаси Тревизо, али није успео, па је почео да скупља војску. Успео је скупи једва око 500 људи, али је 25. августа освојио острво Сан Секондо. У лето 1357. године Угари су освојили Сплит и Шибеник, а онда је после угарског освајања Задра из 17. децембра, у фебруару 1358. године дошло је до тешког млетачког пораза код Нервеза. У цркви Светог Фрање Асишког у Задру после неколико дана преговора 18. фебруара дошло је до мира чиме се Ђовани одрекако свих својих области од Кварнера до Драча. Дубровник је тиме постао угарски вазал и Ђованију је било много криво због тога. Град-држава Падова је освојила долину реке По, па је Ђовани морао са њом да склопи мир.
Свети римски цар Карло IV му је потврдио многе привилегије, али папа Иноћеније VI му је 1359. године забранио да тргује са Египтом.
Умро је 12. јула 1361, а сахрањен је у Саборној цркви Ђованија Паолоа.